# Eddie Fisher
Pour les articles homonymes, voir Fisher.
Edwin Fisher, dit Eddie Fisher, né le 10 août 1928 à Philadelphie et mort le 22 septembre 2010 à Berkeley, est un chanteur et acteur américain qui a connu l'apogée de sa carrière dans les années 1950. 

## Biographie

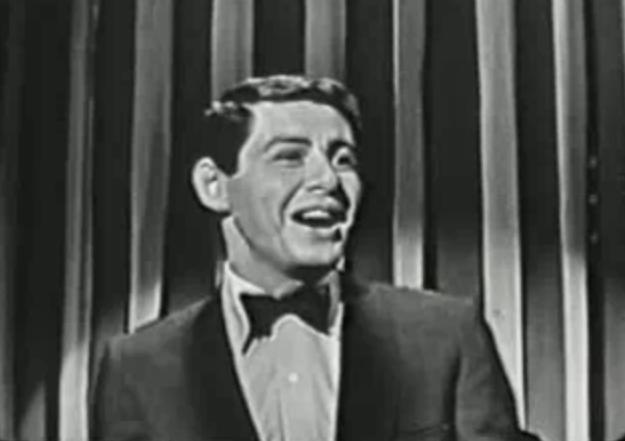
Eddie Fisher en 1954.

### Vie personnelle
Eddie Fisher, né dans une famille juive d'origine russe, en Pennsylvanie est le père des actrices Carrie Fisher (1956-2016), Joely Fisher (1967-) et Tricia Leigh Fisher (1968-), de l'acteur Todd Fisher (1958-) et le grand-père de l'actrice Billie Lourd (1992-).
Il a été le mari de Debbie Reynolds (1955-1959) avec qu'il a eu deux enfants Todd et Carrie ; d’Elizabeth Taylor (1959-1964) et de Connie Stevens (1967-1969), ensemble, ils ont eu deux filles, Joely Fisher et Tricia Leigh Fisher.

### Carrière
Eddie Fisher est l’un des chanteurs les plus populaires des années 1950, avec une voix de ténor douce et mélodieuse qui lui a permis de vendre des millions de disques. Il a connu un succès fulgurant grâce à des titres comme "Oh! My Pa-Pa", "Thinking of You", et "I'm Yours", qui ont dominé les classements de l’époque. Son style romantique et ses ballades sentimentales lui ont valu une immense popularité auprès du public, en particulier des jeunes femmes.
En parallèle de sa carrière musicale, Fisher s’est également aventuré dans le monde du cinéma et de la télévision. Il a animé sa propre émission télévisée, "The Eddie Fisher Show", entre 1957 et 1959, renforçant ainsi sa notoriété. Il est également apparu dans quelques films, notamment "Butterfield 8" (1960), où il partageait l’écran avec sa deuxième épouse, Elizabeth Taylor.
Cependant, sa carrière a subi un sérieux revers à la fin des années 1950 en raison du scandale entourant son divorce très médiatisé avec Debbie Reynolds pour Elizabeth Taylor, ce qui a terni son image auprès du public. Avec l'évolution de l'industrie musicale et l’arrivée du rock 'n' roll, sa popularité a progressivement décliné dans les années 1960. Il a néanmoins continué à se produire occasionnellement et a publié une autobiographie, "Been There, Done That", en 1999, où il revient sans détour sur sa vie tumultueuse.

## Filmographie
- 1956 : Le Bébé de Mademoiselle (Bundle of Joy) de Norman Taurog
- 1960 : La Vénus au vison (BUtterfly 8) de Daniel Mann
- 1987 : High Tide (en) de Gillian Armstrong

## Discographie

### Albums
- Eddie Fisher Sings (RCA Victor 1952)
- I'm In The Mood For Love (Eddie Fisher album) (RCA Victor 1952/55)
- Christmas With Eddie Fisher (RCA Victor 1952)
- Irving Berlin Favorites (RCA Victor 1954)
- May I Sing To You? (RCA Victor 1954/55)
- I Love You (RCA Victor 1955)
- Academy Award Winners (RCA Victor 1955)
- Bundle Of Joy (musique de film) (RCA Victor 1956)
- As Long As There's Music (RCA Victor 1958)
- Scent Of Mystery (musique de film) (Ramrod 1960)
- Eddie Fisher At The Winter Garden (Ramrod 1963)
- Eddie Fisher Today! (Dot 1965)
- When I Was Young (Dot 1965) (re-recordings of his RCA Victor hits)
- Mary Christmas (Dot 1965)
- Games That Lovers Play (RCA Victor 1966)
- People Like You (RCA Victor 1967)
- You Ain't Heard Nothing Yet (RCA Victor 1968)
- After All (Bainbridge Records 1984)

### Compilations
- Thinking of You (RCA Victor 1957)
- Eddie Fisher's Greatest Hits (RCA Victor 1962)
- The Very Best of Eddie Fisher (MCA 1988)
- All Time Greatest Hits Vol.1 (RCA 1990)
- Eddie Fisher – Greatest Hits (RCA 2001)